# 立法院 (満洲国)
立法院（りっぽういん）とは、満洲国における立法機関である。しかし、立法院議員選挙は実施されず、正式に開設されることはなかった。

## 概要
立法院は、一院制を採用した。
組織法で以下のことが規定された。日本の帝国議会とほぼ同じである。
- 立法翼賛権を規定（第5条・第18条）。
- 予算翼賛権を規定（第18条）。
- 国務院への建議権を規定（第19条）。
- 人民請願受理を規定（第20条）。
- 毎年1回は皇帝によって召集され、常会の会期は1ヶ月とされ、必要のある場合は皇帝によって会期延長が可能とする規定（第20条）。
- 定足数は総議員の3分の1とする規定（第22条）。
- 議事は過半数の賛成により決定し可否同数の場合は議長決裁とする規定（第23条）。
- 会議は公開を原則するが、国務院の要求又は立法院の決議によって秘密会を可能とする規定（第24条）。
- 立法・予算を議決した案件について皇帝が裁可をして公布施行する規定（第25条）。
- 立法・予算を否決した場合は、理由を示して再議に付し、なお否決した場合は参議府に諮って可否を決定する規定（第25条）。
- 立法院議員は院内の議論や評決に関して、院外の責任は問われない規定（第26条）。
- 国務総理大臣や各部大臣は立法院会議に出席して発言できるが、評決には加わることができない規定（第30条）。
- 非常時で皇帝が立法院を召集できない場合は、参議府に諮って法律と同等の勅令を発布でき、当該勅令を次の会期の立法院に報告される規定（第8条）。

しかし、組織法には「立法院ノ組織ハ別ニ法律ノ定ムル所ニ依ル」（第17条）とされ、正式開設が先送りされた。とりあえず立法院に「秘書庁」が設置され、立法院院長に趙欣伯が、秘書長に劉恩格が任ぜられた。
だが、1934年（康徳元年）10月には立法院は機能を停止して準備機関に格下げされ、秘書庁のみの組織に改組された。それに伴い院長の趙欣伯は辞任し、秘書長の劉恩格が立法機関トップとなった。
その後、「満洲国憲法」の制定論議が下火になったため、最後まで議会として機能することはなかった。そのため、組織法第41条により立法代行機関として参議府が代替組織となった。また、実質的に民意を汲み取る機関として協和会が期待された。